# Żyła kabla
Żyła kabla (przewodu) (ang. conductor of a cable) – część kabla przeznaczona do przewodzenia prądu. Żyły kabli i przewodów elektroenergetycznych są wykonywane z drutów miedzianych lub aluminiowych, a niekiedy również ze stali lub bimetali.

## Opis podstawowy
Ze względu na kształt rozróżnia się żyły:
- okrągłe, o przekroju kołowym,
- sektorowe, o przekroju w kształcie wycinka koła.

Ze względu na budowę rozróżnia się żyły:
- jednodrutowe, składające się z pojedynczego drutu,
- wielodrutowe, wykonane przez skręcenie określonej liczby drutów.

Żyły jednodrutowe stosuje się tylko w kablach o małym przekroju. Przy większych przekrojach, stosuje się linki skręcone z cienkich drutów, co zapewnia większą giętkość kabla. Giętkość uzyskuje się przez odpowiednie skręcenie drutów. Podczas zginania żyły, części znajdujące się na wewnętrznej stronie promienia krzywizny narażone są na ściskanie, a części na zewnętrznej stronie tego promienia – na rozciąganie. Tak, więc w wyniku przesunięć przy spiralnym skręceniu drutów, naprężenia wyrównują się na długości jednego skoku. Linki o małym skoku są giętsze niż linki o dużym skoku, ponieważ droga przesuwu i tarcie mniejsze. Długość skoku skrętu drutów w lince określa się współczynnikiem skrętu m:
{\displaystyle m={\frac {h}{\pi D}},}
gdzie:
{\displaystyle h} – skok skrętu drutów lub żył w kablu,
{\displaystyle D} – średnica koła, przeprowadzonego przez środki drutów danej warstwy lub żył.
Współczynnik skrętu drutów dla linki z żył okrągłych wynosi od 10 do 15, a nawet 20. Niekiedy stosuje się różne współczynniki dla warstwy środkowej i zewnętrznej żyły. Współczynnik skrętu dla warstw zewnętrznych w żyłach sektorowych wynosi od 7 do 8. Najmniejszą dopuszczalną liczbę drutów w żyle określono w normach PN-EN 60228

## Oznaczenia
W celu ułatwienia montażu w najnowszych wydaniach norm wprowadzono następujące oznaczenia kształtu i budowy żyły, pisane po liczbie i przekroju żył:
RE – okrągła jednodrutowa,
RM – okrągła wielodrutowa,
RMC – okrągła wielodrutowa zagęszczona,
SE – sektorowa jednodrutowa,
SM – sektorowa wielodrutowa.

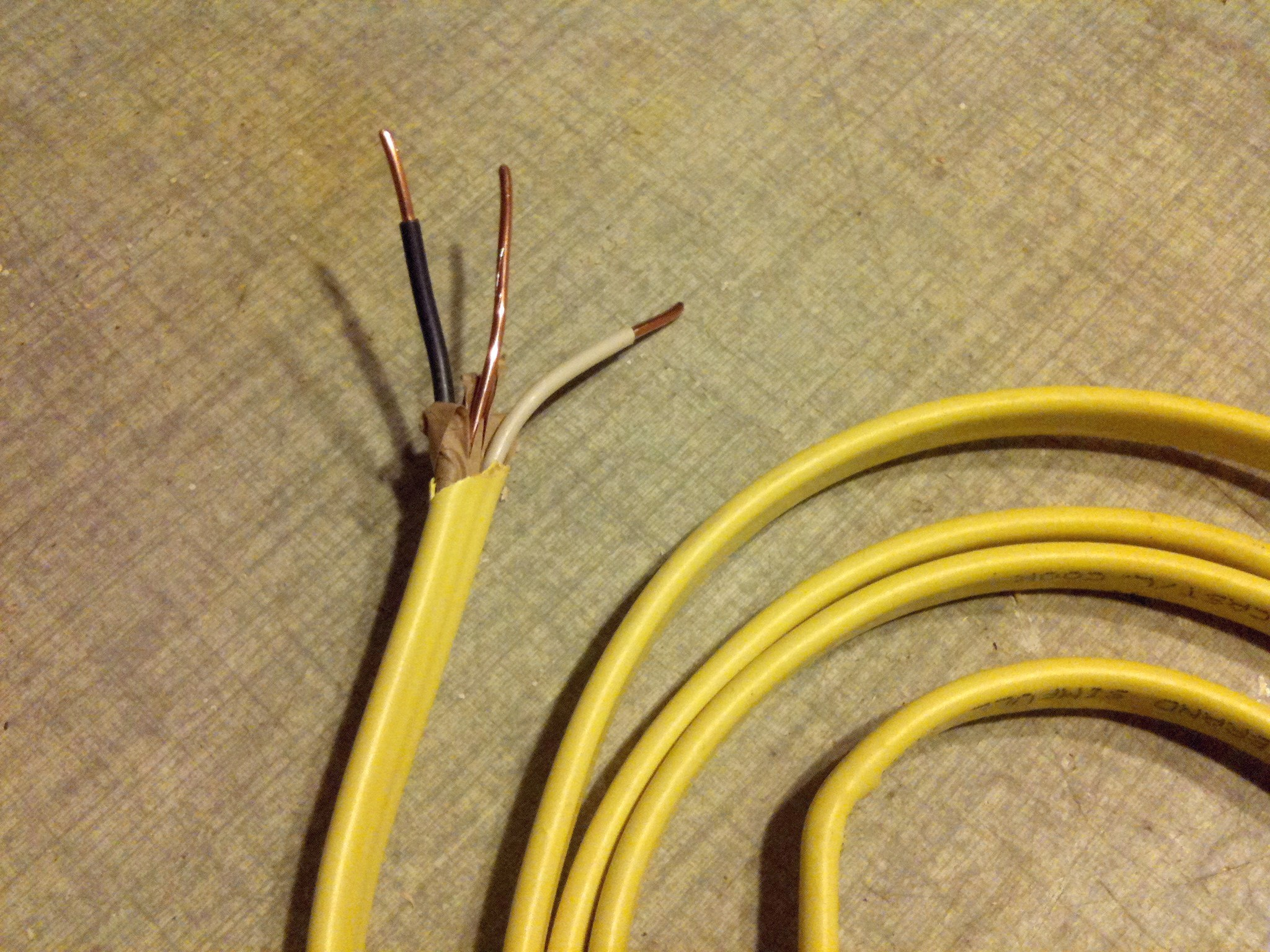
Kabel z 3 miedzianymi żyłami jednodrutowymi
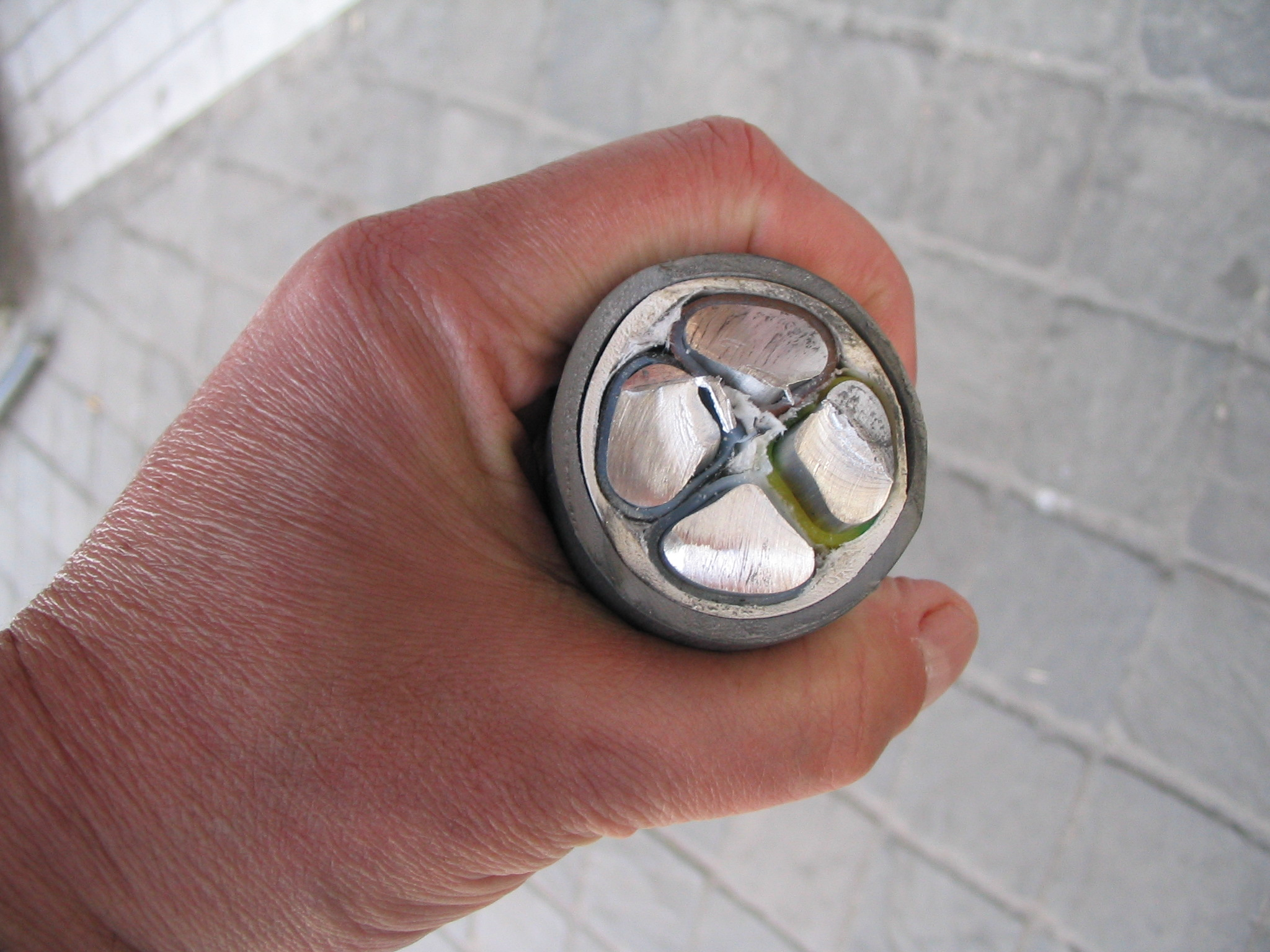
Kabel z 4 aluminiowymi żyłami sektorowymi
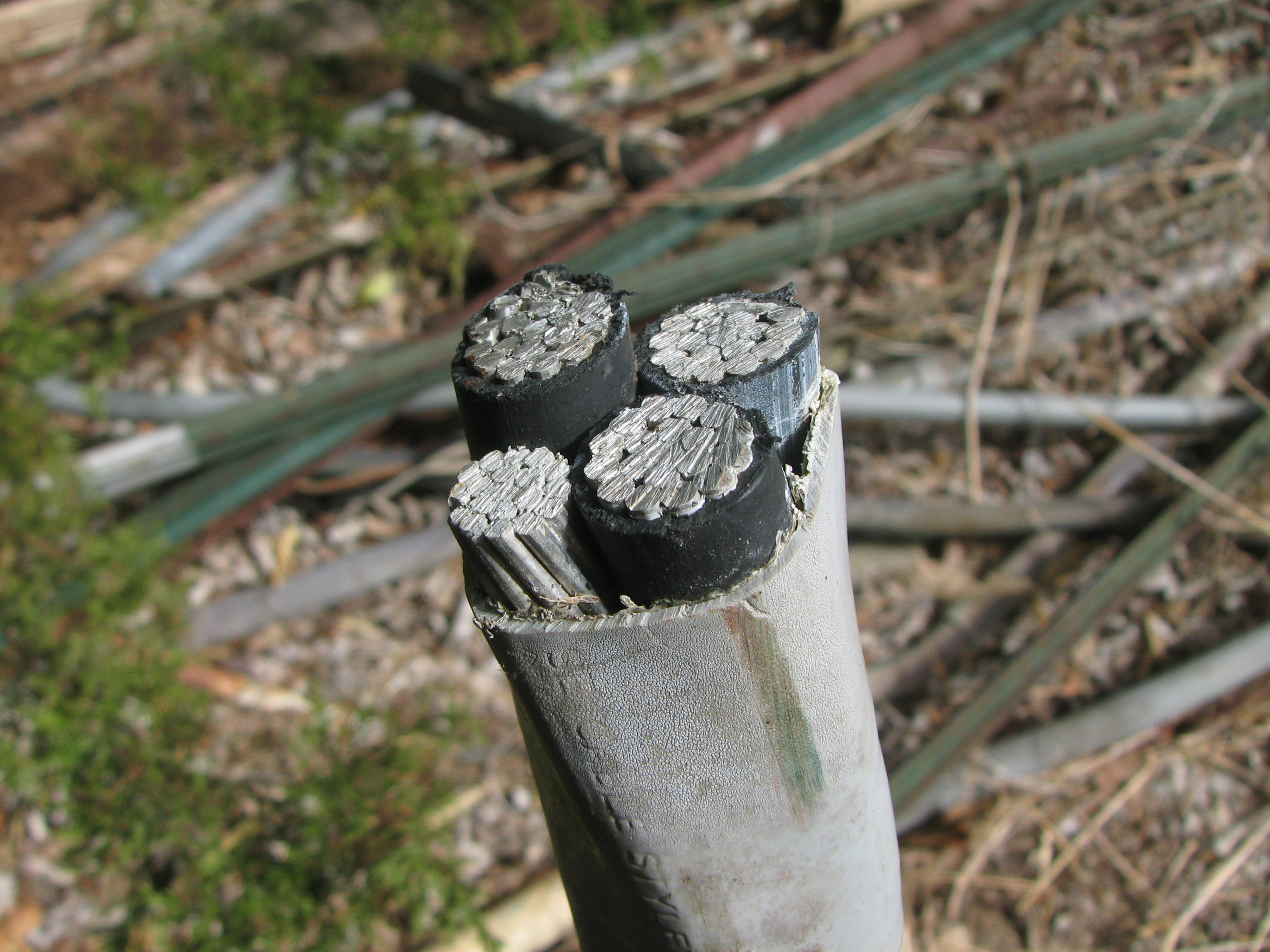
Kabel z 4 żyłami okrągłymi wielodrutowymi

## Giętkość żył
Budowa żyły wielodrutowej ma zasadniczy wpływ na giętkość przewodu. Z im większej liczby drutów o mniejszych średnicach składa się żyła, tym bardziej jest giętka. W normach polskich, jak i międzynarodowych (IEC) rozróżnia się cztery klasy giętkości żył.
- Klasy 1 i 2 dotyczą kabli i przewodów do układania na stałe,
- Klasy 5 i 6 dotyczą przewodów do odbiorników ruchomych i przenośnych.

## Przekrój
Najbardziej charakterystyczną cechą żył przewodów i kabli elektroenergetycznych jest pole przekroju poprzecznego. Wartości przekrojów znamionowych żył są znormalizowane w Polsce i wielu krajach w ten sam sposób. W Wielkiej Brytanii i USA są stosowane inne szeregi przekrojów znamionowych żył kabli elektroenergetycznych, np. szereg AWG (ang. american wire gauge).
Znormalizowane przekroje znamionowe żył kabli i przewodów w Polsce wynoszą: 0,5; 0,75; 1; 1,5; 2,5; 4; 6; 10; 16; 25; 35; 50; 70; 95; 120; 150; 185; 240; 300; 400; 500 mm².
W kablach układanych dla zasilania sieci tramwajowych stosuje się żyły o przekroju 630 mm².
W liniach napowietrznych wysokiego napięcia stosuje się też przewody o przekrojach 525, 540, 670, 775, 840 mm².
W liniach kablowych wysokich napięć stosuje się ponadto kable o przekrojach 1000, 1200, 1400, 1600, 1800, 2000 mm².